# Giorgio Albani
Giorgio Albani (* 15. Juni 1929 in Monza; † 29. Juli 2015 ebenda) war ein italienischer Radrennfahrer und Sportlicher Leiter.

## Sportliche Laufbahn
Als Amateur belegte er im Rennen der UCI-Straßen-Weltmeisterschaften 1949 den 9. Platz.
1949 wurde er Berufsfahrer im Radsportteam Legnano und blieb bis 1959 aktiv. Zehn Jahre fuhr er für Legnano.
In seiner ersten Saison als Profi siegte er im Eintagesrennen Milano–Bologna. 1950 gewann er die Coppa Agostoni und erzielte einen Etappensieg in der Sizilien-Rundfahrt. Weitere Erfolge hatte er in den Rennen Milano–Modena 1951, im Giro del Piemonte und im Giro dell’Appennino 1952 und 1954, in der Coppa Bernocchi und im Giro del Lazio 1953. In der Saison 1952 gewann er zwei Etappen im Giro d’Italia. 1953 konnte er seiner Bilanz einen weiteren Etappenerfolg in der Italien-Rundfahrt hinzufügen. Im Rennen Rom–Neapel–Rom war er auf einer Halbetappe siegreich. 1955 gewann er im Giro eine weitere Etappe, 1956 waren es dann wieder zwei Etappensiege. In der nationalen Meisterschaft im Straßenrennen siegte er vor Cleto Maule, dazu kam der Sieg im Giro del Veneto. Seinen letzten bedeutenden Erfolg hatte er im Giro di Campania, den er vor Michele Gismondi gewann. Als Profi erzielte er mehr als 30 Siege in seiner Laufbahn.
Den Giro d’Italia bestritt er zehnmal. 1952 belegte er den 10. Platz, 1954 wurde er 12. der Gesamtwertung. 
In den Rennen der Monumente des Radsports belegte er mehrfach vordere Plätze. In der Lombardei-Rundfahrt 1956 wurde er 1956 4., 1949 und 1954 6. des Rennens. Mailand–Sanremo beendete er 1958 als 5., 1955 als 7. 1950, 1956 und 1959 als 9. des Rennens.

## Berufliches
Nach seiner aktiven Laufbahn wurde er Sportlicher Leiter in den Radsportteams Philco und Molteni. Albani gelang es, Eddy Merckx für das Team Molteni zu verpflichten. Merckx stimmte dem Vertrag unter der Bedingung zu, dass er elf Fahrer zu Molteni mitbringen konnte.